# 1983 EU
1983 EU är en asteroid i huvudbältet som upptäcktes den 10 mars 1983 av den amerikanske astronomen Evan Barr vid Anderson Mesa Station.
Asteroiden har en diameter på ungefär 4 kilometer och den tillhör asteroidgruppen Flora.